# Gregopimpla ussuriensis
Gregopimpla ussuriensis är en stekelart som beskrevs av Dmitriy R. Kasparyan 2007. Gregopimpla ussuriensis ingår i släktet Gregopimpla och familjen brokparasitsteklar. Inga underarter finns listade i Catalogue of Life.